# Temporada do Club Universitario de Deportes de 2008
O Club Universitario de Deportes em 2008, participou de duas competições: Campeonato Peruano e Copa Sul-Americana.

## Competições

### Campeonato Peruano
O Torneio Descentralizado da Primeira Divisão Peruana de Futebol Profissional 2008 foi a 92ª edição da Liga Peruana. Universitario terminou em terceiro lugar e conseguiu se classificar para a Copa Libertadores de 2009.

#### Classificação Geral
| Classificação | Classificação             | Classificação | Classificação | Classificação | Classificação | Classificação | Classificação | Classificação | Classificação |
| Pos           | Time                      | PG            | J             | V             | E             | D             | GP            | GS            | SG            |
| ------------- | ------------------------- | ------------- | ------------- | ------------- | ------------- | ------------- | ------------- | ------------- | ------------- |
| 3             | Universitario de Deportes | 89            | 52            | 24            | 17            | 11            | 77            | 53            | +25           |

### Copa Sul-Americana
A Copa Sul-Americana de 2008 foi a sétima edição do torneio organizado pela Confederação Sul-Americana de Futebol. O Universitario foi eliminado na primeira fase, após empate em Lima e derrota em Quito.

#### Primeira fase
| 30 de julho Primeira fase | Universitario | 0 - 0 | Deportivo Quito | Lima, Peru |
|                           |               |       | {{{golos2}}}    |            |

| 5 de agosto Primeira fase | Deportivo Quito | 2 - 1 | Universitario | Quito, Equador |
|                           |                 |       | {{{golos2}}}  |                |